# Cage (rapper)
Chris Palko, mais conhecido pelo nome artístico Cage é um rapper estadunidense. Ele lançou três álbuns de estúdio e dois extended plays. Cage também é o fundador do supergrupo de hip hop chamado the Weathermen. Ele acusou Eminem de copiar o seu estilo quando iniciou a carreira.

## Discografia
- Movies for the Blind (2002)
- Hell's Winter (2005)
- Jomilson News*

(2017
- Depart from Me (2009)
- Kill The Architect (2013)